# Xiraque
Xiraque (em armênio: Շիրակ; romaniz.: Širak;  [ʃiˈɾɑk] (ajuda·info)) é uma das dez província da Armênia, situada no extremo noroeste do país, onde faz fronteira com a Turquia a oeste e a Geórgia a norte. Além da capital Guiumri, existem ainda duas outras cidades (Artique e Maralique) e 116 comunidades rurais.

## História
A história de Xiraque é semelhante à do seu vizinho vale de Ararate, que segundo a arqueologia tem sido habitado há 250 mil anos, com o crescimento de povoações ao longo do vale do rio Acuriã. Baseada na agricultura, a região não possuía centros metalúrgicos como os encontrados no Sul, mas ainda assim encontraram-se povoados sofisticados. 

## Demografia
|                  | 1991    | 1993    | 1995    | 1997    | 1999    | 2001    | 2002    | 2003    | 2004    | 2005    | 2006    | 2007    |
| ---------------- | ------- | ------- | ------- | ------- | ------- | ------- | ------- | ------- | ------- | ------- | ------- | ------- |
| População        | 335 200 | 320 500 | 287 800 | 284 500 | 283 100 | 283 200 | 283 300 | 282 500 | 282 200 | 281 700 | 281 400 | 281 300 |
| População urbana | 235 000 | 219 900 | 186 600 | 182 000 | 178 700 | 175 900 | 174 100 | 173 100 | 172 700 | 172 000 | 171 400 | 170 900 |
| Fonte : ArmStat  |         |         |         |         |         |         |         |         |         |         |         |         |